# Adrapsoides ruptistigma
Adrapsoides ruptistigma är en fjärilsart som beskrevs av Holloway 1976. Adrapsoides ruptistigma ingår i släktet Adrapsoides och familjen nattflyn. Inga underarter finns listade i Catalogue of Life.